# Largo (Florida)
Largo è una città della Florida nella contea di Pinellas, negli Stati Uniti.

## Geografia
Fa parte del distretto metropolitano di Tampa-St.Peterburg-Clearwater ed è la terza città più popolosa della Contea, con 71.704 abitanti nel 2004.
Si trova sulla baia di Tampa nel golfo del Messico, lungo la costa occidentale della Florida. 

## Amministrazione

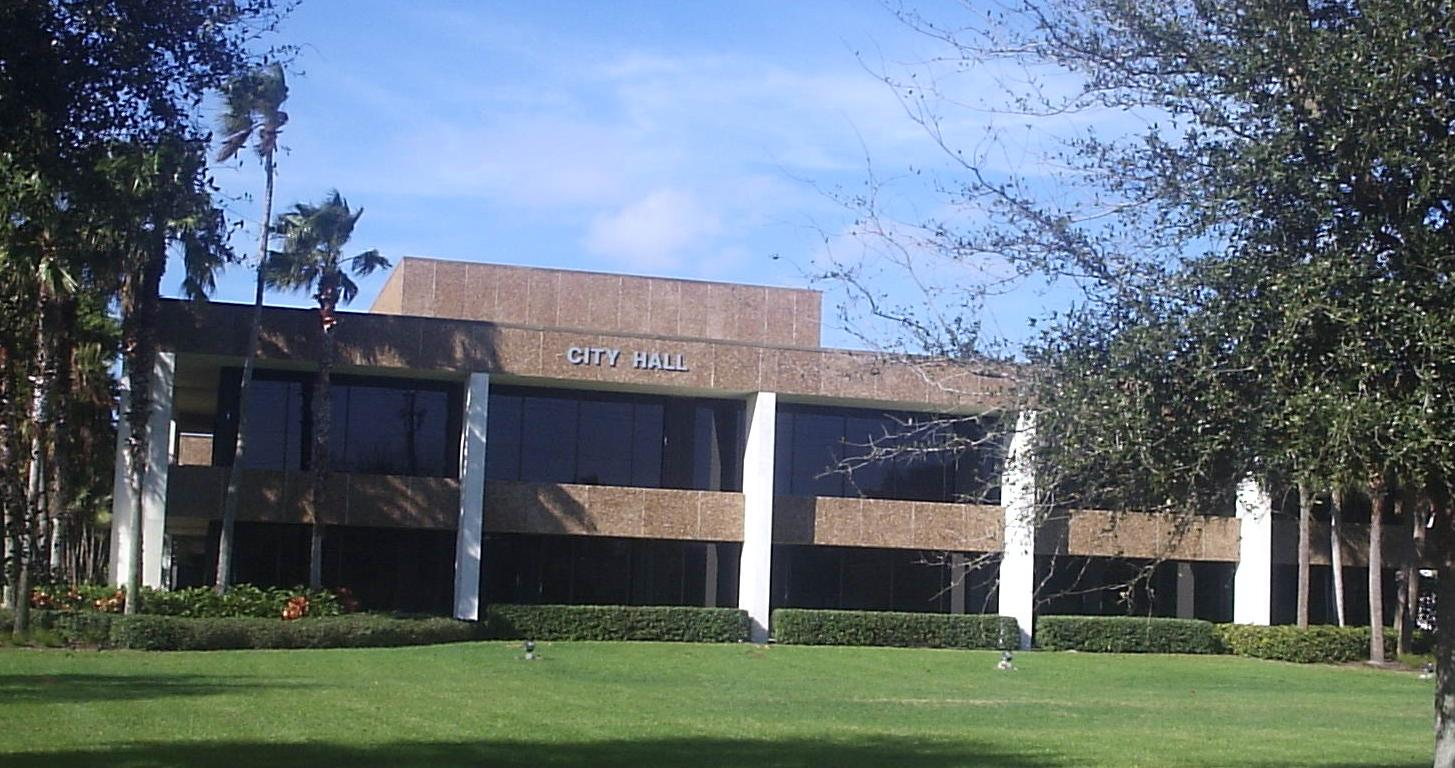
Municipio di Largo

### Gemellaggi
- Tosayamada (Kōchi)